# Эш, Джон
Джон Эш (англ. John Ash, 29 июня 1948, Манчестер — 3 декабря 2019, Стамбул) — английский поэт, с 1985 года живший за пределами страны.

## Биография
Сын школьных преподавателей. Закончил Бирмингемский университет (1969), год провел на Кипре, затем вернулся в родной город. В 1985 переехал в США. Сблизился с поэтами Нью-Йоркской школы (литературная группа, идейно созвучная объединению абстрактных экспрессионистов; лидер и один из основателей этого направления живописи — Дж. Поллок), прежде всего — с Джоном Эшбери и Кеннетом Кохом. Преподавал в университете Айовы и Калифорнийском университете в Беркли.
В 1996 переехал в Стамбул. Преподавал сначала в Босфорском университете, затем — в частном Университете Кадира Хаса (Стамбул).
Публиковался в американской периодике — журналах New Yorker, New York Times, Village Voice, Paris Review, газете Washington Post и др. Переводит стихи К. Кавафиса.

## Творчество и восприятие
Об одном из первых сборников Эша журнал Нью-Йоркское книжное обозрение писал, что такого многообещающего дебюта в поэзии не было со времен Одена. Критика отмечает в его стихах влияние Уоллеса Стивенса и Джона Эшбери. Рецензируя книгу «К городу» (2004), чикагский журнал Poetry назвал её автора лучшим английским поэтом своего поколения. Помимо стихов Эш издал несколько книг путевых очерков о Турции.
Стихи поэта активно переводятся на турецкий язык, не раз изданы отдельными книгами, недавно они вышли также на испанском языке в переводах Аны Горриа .

## Книги стихов
- Казино: поэма/ Casino: A Poem in Three Parts (1978)
- Кровать/ The Bed (1981)
- Прощания/ The Goodbyes (1982)
- Разбегающиеся ступеньки/ The Branching Stairs (1984)
- Безверие/ Disbelief (1987)
- Сожженные страницы/ The Burnt Pages (1991)
- Анатоликон/ The Anatolikon (2002)
- К городу/ To the City (2004)
- Парфянские стоянки/ The Parthian Stations (2007)
- По следу дня/ In the wake of the day (2010)

## Избранные издания
- Selected Poems (1996)